# La Liste noire
Pour les articles homonymes, voir Liste noire (homonymie).
Pour plus de détails, voir Fiche technique et Distribution.
La Liste noire (Guilty by Suspicion) est un film franco-américain d'Irwin Winkler sorti en 1991.

## Synopsis
Dans les années 1950, après un voyage de deux mois en Europe pour préparer un film, le cinéaste David Merrill revient en Amérique, régler quelques affaires et retrouver sa famille. Il apprend qu'il va devoir s'exprimer devant une commission pour justifier sa participation à des réunions avec des communistes, avant de pouvoir retravailler. Refusant dans un premier temps, il va se voir rejeté d'Hollywood et va devoir chercher un autre emploi.

## Fiche technique
- Titre original : Guilty by Suspicion
- Titre français : La Liste noire
- Réalisation : Irwin Winkler
- Scénario : Irwin Winkler
- Coproducteur :Alan C. Blomquist
- Producteur : Arnon Milchan
- Producteur associé : Nelson McCormick
- Producteur exécutif : Steven Reuther (en)
- Musique : James Newton Howard
- Photographie : Michael Ballhaus
- Montage : Michael Nedd-Friendly
- Casting : Marion Dougherty (en)
- Concepteurs des décors : Leslie Dilley
- Directeur artistique : Leslie McDonald
- Décors : Nancy Haigh
- Costumes : Richard Bruno
- Budget : 16 000 000 $
- Recettes : 9 480 198 $
- Société de production : Chartoff-Winkler Productions
- Société de distribution : Warner Bros.
- Pays d'origine :  États-Unis,  France
- Langue : anglais
- Formats : 1,85 : 1 | Couleur DeLuxe | 35 mm (Eastman EXR 50D 5245, EXR 500T 5296)
- Son : Dolby Stereo
- Genre : drame historique
- Durée : 100 minutes
- Date de sortie :
  - États-Unis : 15 mars 1991
  - France : 17 mai 1992

## Distribution
- Robert De Niro (VF : Jacques Frantz ; VQ : Hubert Gagnon) : David Merrill
- Annette Bening (VF : Micky Sébastian ; VQ : Claudie Verdant) : Ruth Merrill
- George Wendt (VF : Patrick Préjean ; VQ : Raymond Bouchard) : Bunny Baxter
- Patricia Wettig (VF : Élisabeth Wiener ; VQ : Marie-Andrée Corneille) : Dorothy Nolan
- Sam Wanamaker (VF : Jean Berger ; VQ : Hubert Fielden) : Felix Graff
- Luke Edwards : Paulie Merrill
- Chris Cooper (VF : Richard Darbois ; VQ : René Gagnon) : Larry Nolan
- Ben Piazza (VF : Mike Marshall) : Darryl Zanuck
- Martin Scorsese (VF : Denis Boileau) : Joe Lesser
- Barry Primus (VF : Sady Rebbot ; VQ : Ronald France) : Bert Alan
- Gailard Sartain (VF : Roger Lumont) : le président du conseil Wood
- Robin Gammell (en) (VF : Jean Roche) : le membre du congrès Tavenner
- Brad Sullivan (VF : Daniel Beretta) : le membre du congrès Velde
- Tom Sizemore (VF : Guy Chapellier ; VQ : Daniel Picard) : Ray Karlin
- Roxann Biggs (VF : Évelyn Séléna) : Felicia Barron
- Stuart Margolin (VF : Vania Vilers) : Abe Barron
- Barry Tubb (VF : Renaud Marx) : Jerry Cooper
- Gene Kirkwood (VF : Mario Santini) : Gene Woods
- Allan Rich (VF : Jacques Ebner) : Leonard Marks
- Illeana Douglas (VF : Marie-Laure Beneston) : Nan, la secrétaire de Zanuck
- Adam Baldwin (VF : Éric Legrand) : l'agent du FBI
- John Horn (VF : José Luccioni (acteur)) : Mike Rainey
- Cecile Callan (VF : Maïté Monceau) : la cliente
- Tom Rosqui (en) (VF : René Morard) : Norman

## Distinction
- Festival de Cannes 1991 : sélection officielle, en compétition